# Infrarouge (émission de télévision française)
 (janvier 2023).
Pour les articles homonymes, voir Infrarouge (homonymie) et Infrarouge (émission de télévision suisse).
Infrarouge est une émission de télévision française de documentaire diffusée le mardi soir en deuxième et troisième partie de soirée sur France 2 depuis 2006.

## Concept
Infrarouge propose des documentaires qui s’intéressent à l’évolution et aux mutations de notre société et cherche à donner des clés de compréhension sur ce qui pose encore problème dans la vie des français. Des thématiques adjacentes sont également abordées, de façon exceptionnelle, telle que la société internationale ou la géopolitique.

## Liste des documentaires

### Saison 2016
| N° | Première diffusion | Titre                         | Réalisateur                         | Société de production | Réf. |
| -- | ------------------ | ----------------------------- | ----------------------------------- | --------------------- | ---- |
|    | 3 février 2016     | Les Français c'est les autres | Mohamed Ulad Isabelle Wekstein-Steg | Avec Productions      |      |
|    | 1er novembre 2016  | Trans, c'est mon genre        | Eric Guéret                         | Morgane               |      |
|    | 22 novembre 2016   | Un pas après l'autre          | Romain Potocki                      | 416                   |      |

### Saison 2017
| N° | Première diffusion | Titre                                               | Réalisation                                 | Société de production                   | Réf. |
| -- | ------------------ | --------------------------------------------------- | ------------------------------------------- | --------------------------------------- | ---- |
| 1  | 3 janvier 2017     | Quartier impopulaire                                | François Chilowicz                          | Bellota Films                           |      |
| 2  | 10 janvier 2017    | « Clandestins » : d'autres vies que les vôtres      | Andrea Rawlins-Gaston Laurent Follea        | CAPA PRESSE                             |      |
| 3  | 17 janvier 2017    | Couple... quitte ou double ?                        | Stéphanie Molez Thierry Kübler              | Zadig Productions                       |      |
| 4  | 24 janvier 2017    | La folle histoire du Centre Pompidou                | Julien Donada                               | Point du Jour                           |      |
| 5  | 31 janvier 2017    | Une vie après la mine                               | Fabien Béziat Hugues Nancy Guillaume Terver | PROGRAM33 INA                           |      |
| 6  | 7 février 2017     | « Le maestro » : pour que vive la musique des camps | Alexandre Valenti                           | Intuition Films & Docs Les Bons Clients |      |
| 7  | 14 février 2017    | Terra                                               | Yann Arthus-Bertrand Michaël Pitiot         | Hope Production CALT Production         |      |
| 8  | 21 février 2017    | « Et si on faisait un bébé ... ? »                  | Nils Tavernier                              | PRESS & CO                              |      |